# Pingxiang (Guangxi)
Pingxiang (凭祥市S, Píngxiáng ShìP) è una città-contea della Cina, situata nella regione autonoma di Guangxi e amministrata dalla prefettura di Chongzuo.